# TéléSAT
TéléSAT è una pay tv satellitare belga destinata a un pubblico francofono. I suoi canali sono criptati col sistema Viaccess e Nagravision/Mediaguard. È nata l'8 dicembre 2008.
TéléSAT offre in vari pacchetti i canali della tv pubblica francofona belga RTBF, i principali canali televisivi francesi e molti canali tematici. I suoi canali trasmettono su Astra e su Hotbird. TéléSAT insieme a TV Vlaanderen e Canal Digitaal fa parte di M7 Group (Canal+ Luxembourg S.a.r.l.) che da settembre 2019 fa parte di Vivendi/Canal+.

## Canali

### Legenda
| Basic light | Basic | Basic Plus | Canale in chiaro | Cinema | Gay | TV in lingua olandese |

### Canali
| N°  | Nome                       | Note          | Editore                                     | Pacchetto             | Formato d'immagine |
| --- | -------------------------- | ------------- | ------------------------------------------- | --------------------- | ------------------ |
| 1   | La Une HD                  | Astra 19.2E   | RTBF                                        | Basic light           | HD                 |
| 2   | La Deux                    | Astra 19.2E   | RTBF                                        | Basic light           | 16:9               |
| 3   | La Trois                   | Astra 19.2E   | RTBF                                        | Basic light           | 16:9               |
| 4   | RTL-TVI HD                 | Astra 19.2E   | RTL Group                                   | Basic light           | HD                 |
| 5   | Club RTL                   | Astra 19.2E   | RTL Group                                   | Basic light           | 16:9               |
| 6   | Plug RTL                   | Astra 19.2E   | RTL Group                                   | Basic light           | 16:9               |
| 8   | AB3                        | Hotbird 13.0E | AB Groupe                                   | Basic light           | 16:9               |
| 10  | TF1 HD                     | Hotbird 13.0E | Groupe TF1                                  | Basic light           | HD                 |
| 11  | France 2 HD                | Hotbird 13.0E | Groupe France Télévisions                   | Basic light           | HD                 |
| 12  | France 3                   | Hotbird 13.0E | Groupe France Télévisions                   | Basic light           | 16:9               |
| 13  | France 4                   | Hotbird 13.0E | Groupe France Télévisions                   | Basic light           | 16:9               |
| 14  | France 5                   | Hotbird 13.0E | Groupe France Télévisions                   | Basic light           | 16:9               |
| 15  | France Ô                   | Hotbird 13.0E | Groupe France Télévisions                   | Basic                 | 16:9               |
| 16  | Maison+                    | Astra 19.2E   | Groupe Canal+                               | Basic                 | 16:9               |
| 18  | Stylia                     | Astra 19.2E   | Groupe Canal+                               | Basic                 | 16:9               |
| 19  | Comédie+                   | Astra 19.2E   | Groupe Canal+                               | Basic Plus            | 16:9               |
| 23  | CStar                      | Hotbird 13.0E | Groupe Canal+                               | Basic                 | 16:9               |
| 24  | C8                         | Astra 19.2E   | Groupe Canal+                               | Canale in chiaro      | 16:9               |
| 26  | TFX                        | Hotbird 13.0E | AB Groupe                                   | Basic light           | 16:9               |
| 27  | AB1                        | Hotbird 13.0E | AB Groupe                                   | Basic light           | 16:9               |
| 28  | RTL Tele Letzebuerg        | Astra 23.5E   | Groupe RTL                                  | Canale in chiaro      | 16:9               |
| 29  | TV5 Monde                  | Hotbird 13.0E | TV5 Monde                                   | Canale in chiaro      | 16:9               |
| 30  | Arte (France)              | Hotbird 13.0E | Groupe Arte                                 | Canale in chiaro      | 16:9               |
| 31  | Arte HD                    | Hotbird 13.0E | Groupe Arte                                 | Canale in chiaro      | HD                 |
| 32  | Disney Channel France      | Astra 19.2E   | Disney Media Networks                       | Basic                 | 16:9               |
| 33  | Disney Channel France +1   | Astra 19.2E   | Disney Media Networks                       | Basic                 | 16:9               |
| 34  | Disney XD France           | Astra 19.2E   | Disney Media Networks                       | Basic Plus            | 16:9               |
| 35  | Disney Junior France       | Astra 19.2E   | Disney Media Networks                       | Basic Plus            | 16:9               |
| 36  | KidsCo                     | Astra 19.2E   | KidsCo Limited                              | Basic Plus            | 4:3                |
| 37  | Boomerang                  | Astra 19.2E   | Time Warner                                 | Basic light           | 16:9               |
| 38  | Cartoon Network            | Astra 19.2E   | Time Warner                                 | Basic light           | 16:9               |
| 39  | Gulli                      | Hotbird 13.0E | Lagardère Active, Groupe France Télévisions | Basic                 | 16:9               |
| 40  | Nickelodeon France         | Astra 19.2E   | Viacom                                      | Basic                 | 16:9               |
| 41  | Tiji                       | Astra 19.2E   | Groupe Canal+                               | Basic Plus            | 16:9               |
| 42  | Canal J                    | Astra 19.2E   | Groupe Canal+                               | Basic Plus            | 16:9               |
| 43  | Télétoon+                  | Astra 19.2E   | Groupe Canal+                               | Basic Plus            | 16:9               |
| 44  | Télétoon+1                 | Astra 19.2E   | Groupe Canal+                               | Basic Plus            | 16:9               |
| 45  | Piwi+                      | Astra 19.2E   | Groupe Canal+                               | Basic Plus            | 16:9               |
| 46  | Mangas                     | Hotbird 13.0E | AB Groupe                                   | Basic                 | 16:9               |
| 47  | Canal Hollywood            | Hotbird 13.0E | Lagardère Active                            | Cinema                | 16:9               |
| 49  | Action                     | Hotbird 13.0E | AB Groupe                                   | Cinema                | 16:9               |
| 50  | Ciné Polar                 | Hotbird 13.0E | AB Groupe                                   | Cinema                | 16:9               |
| 51  | Ciné FX                    | Hotbird 13.0E | AB Groupe                                   | Cinema                | 16:9               |
| 52  | Encyclo                    | Hotbird 13.0E | AB Groupe                                   | Basic                 | 16:9               |
| 55  | Planète+                   | Astra 19.2E   | Groupe Canal+                               | Basic Plus            | 16:9               |
| 57  | Histoire                   | Astra 19.2E   | Groupe TF1                                  | Basic Plus            | 16:9               |
| 58  | Toute l'Histoire           | Hotbird 13.0E | AB Groupe                                   | Basic                 | 16:9               |
| 59  | Escales                    | Hotbird 13.0E | AB Groupe                                   | Basic                 | 16:9               |
| 60  | Animaux                    | Hotbird 13.0E | AB Groupe                                   | Basic                 | 16:9               |
| 61  | Ushuaia TV                 | Astra 19.2E   | Groupe TF1                                  | Basic Plus            | 16:9               |
| 63  | Voyage                     | Astra 19.2E   | Fox International Channels                  | Basic Plus            | 16:9               |
| 64  | National Geographic France | Astra 19.2E   | Fox International Channels                  | Basic Plus            | 16:9               |
| 65  | Nat Geo Wild HD            | Astra 19.2E   | Fox International Channels                  | Basic                 | HD                 |
| 66  | Chasse et Pêche            | Hotbird 13.0E | AB Groupe                                   | Basic                 | 16:9               |
| 67  | Liberty TV                 | Astra 19.2E   | LibertyChannels Management                  | Canale in chiaro      | 16:9               |
| 68  | Fashion One                | Astra 19.2E   | Bigfoot Entertainment                       | Canale in chiaro      | 16:9               |
| 69  | Fashion TV                 | Hotbird 13.0E | Fashiontv                                   | Canale in chiaro      | 16:9               |
| 69  | CNews                      | Astra 19.2E   | Groupe Canal+                               | Canale in chiaro      | 16:9               |
| 71  | LCI La Chaîne Info         | Astra 19.2E   | Groupe TF1                                  | Basic Plus            | 16:9               |
| 90  | XXL                        | Hotbird 13.0E | AB Groupe                                   | Cinema                | 16:9               |
| 91  | Hustler TV                 | Astra 19.2E   | Larry Flynt Publications                    | Basic                 | 16:9               |
| 92  | Dorcel TV                  | Astra 19.2E   | Groupe Dorcel                               | Basic light           | 16:9               |
| 93  | Man-X                      | Astra 19.2E   | Man-X                                       | Gay                   | 16:9               |
| 95  | Eurosport France           | Astra 19.2E   | Discovery                                   | Basic                 | 16:9               |
| 98  | AB Moteurs                 | Hotbird 13.0E | AB Groupe                                   | Basic                 | 16:9               |
| 100 | MTV France                 | Astra 19.2E   | Viacom                                      | Basic light           | 16:9               |
| 101 | BET                        | Astra 19.2E   | Viacom                                      | Basic                 | 16:9               |
| 103 | MTV Rocks                  | Astra 19.2E   | Viacom                                      | Basic                 | 16:9               |
| 104 | MTV Music                  | Astra 19.2E   | Viacom                                      | Basic                 | 16:9               |
| 105 | MTV Dance                  | Astra 19.2E   | Viacom                                      | Basic                 | 16:9               |
| 106 | VH1                        | Astra 19.2E   | Viacom                                      | Basic                 | 16:9               |
| 107 | VH1 Classic                | Astra 19.2E   | Viacom                                      | Basic                 | 16:9               |
| 108 | MCM                        | Astra 19.2E   | M6                                          | Basic                 | 16:9               |
| 109 | RFM TV                     | Astra 19.2E   | M6                                          | Basic Plus            | 16:9               |
| 600 | Een                        | Astra 19.2E   | VRT                                         | Basic                 | 16:9               |
| 601 | Canvas                     | Astra 19.2E   | VRT                                         | Basic                 | 16:9               |
| 602 | VTM                        | Astra 19.2E   | DPG Media                                   | TV in lingua olandese | 16:9               |
| 603 | Vier                       | Astra 19.2E   | Telenet                                     | TV in lingua olandese | 16:9               |
| 604 | Q2                         | Astra 19.2E   | DPG Media                                   | TV in lingua olandese | 16:9               |
| 605 | VIJF                       | Astra 19.2E   | Telenet                                     | TV in lingua olandese | 16:9               |
| 606 | Vitaya                     | Astra 19.2E   | DPG Media                                   | TV in lingua olandese | 16:9               |
| 607 | Zes                        | Astra 19.2E   | Telenet                                     | TV in lingua olandese | 16:9               |
| 608 | VTM Kids                   | Astra 19.2E   | DPG Media                                   | TV in lingua olandese | 16:9               |
| 609 | Kanaal Z                   | Astra 19.2E   | Roularta Media Group                        | TV in lingua olandese | 16:9               |
| 610 | NPO 1                      | Astra 19.2E   | Nederlandse Publieke Omroep                 | TV in lingua olandese | 16:9               |
| 611 | NPO 2                      | Astra 19.2E   | Nederlandse Publieke Omroep                 | TV in lingua olandese | 16:9               |
| 612 | NPO 3                      | Astra 19.2E   | Nederlandse Publieke Omroep                 | TV in lingua olandese | 16:9               |
| 614 | Ketnet                     | Astra 23.5E   | VRT                                         | Basic                 | HD                 |
| 615 | VTM Kids jr                | Astra 23.5E   | DPG Media                                   | Basic                 | HD                 |